# Приворотень міцний
Приворотень міцний (Alchemilla firma) — вид квіткових рослин родини трояндових (Rosaceae).

## Поширення
Франція, Німеччина, Швейцарія.
В Україні росте у Карпатах (Свидовець, Чорногора) — на високогір'ї на гірських луках та осипищах, дуже рідко; однак рослини з Українських Карпат відрізняються від типової A. firma Buser.